# ロンドン・コーリング
『ロンドン・コーリング』 (London Calling) は、イギリスのパンク・ロックバンド、ザ・クラッシュの2枚組アルバム。イギリスでは1979年12月、アメリカでは1980年1月の第1週に発売された。このアルバムによってクラッシュはバンドとしての新境地を切り開き、それまで以上に高い評価と商業的成功を勝ち得た。クラッシュの初期の作品と比較すると直球勝負のパンク・ロックは鳴りを潜め、幅広い音楽スタイルを盛り込んだことが大きな特色である。「トレイン・イン・ヴェイン」、「クランプダウン」 ("Clampdown") 、「スペイン戦争」、「ジミー・ジャズ」 ("Jimmy Jazz") 、そして表題曲「ロンドン・コーリング」などの楽曲では、ロカビリーや1960年代風のポップ・ソング、ラウンジ・ミュージック、R&B、スカ、ロックステディ、ハードロック、レゲエなどの諸要素をふんだんに取り入れて、洗練されたソング・ランティングを展開している。
アメリカの音楽雑誌『ローリング・ストーン』によって1980年代最高のアルバムに選出され、2003年には同誌の大規模なアンケートによってグレイテスト・ロック・アルバム500枚の第8位に選出、ローリング・ストーン誌の大規模なアンケートによる『ローリング・ストーンの選ぶオールタイム・ベストアルバム500』(2020年版)では16位にランクインしており、楽曲への評価も非常に高い。

## 歴史

### テーマ
クラッシュの活動の例に漏れず、アルバムは政治的な動機づけのもとに制作されている。歌詞の内容は、パンクの流行（「ロンドン・コーリング」）、薬物中毒（「ヘイトフル」）、フォークソングに歌われて名を残している殺人者スタッガ・リー（「ロンゲム・ボヨ」）、若き反抗者の成長と老い（「四人の騎士」）、極右政治家の増長（「クランプダウン」）、スペイン内戦（「スペイン戦争」）、病気や交通事故に悩まされたアメリカの俳優モンゴメリー・クリフト（「ニューヨーク42番街」）、勢いを増すメディア広告と企業（「コカ・コーラ」）、果ては経口避妊薬（「ラヴァーズ・ロック」）に至るまで、幅広いテーマを扱っている。

### 価格
この作品は2枚組アルバムだが、イギリスではLP1枚の価格で販売された。これは、バンドがレコード会社を騙すことによって可能となった。メンバーたちは、12インチのシングルをアルバムのおまけとして無料で封入することができるかとレコード会社に問い合わせ、経営陣の同意を得てから2枚目をフルレングスのアルバムとして制作したのである。これは、儲けを生んだり経営陣を喜ばせることよりも、自分たちのファンに可能なかぎり多くの楽曲を届けることを目的としたためであり、クラッシュの反体制的・親リスナー的な姿勢を窺わせる事例の1つである。

### トレイン・イン・ヴェイン
「トレイン・イン・ヴェイン」は、折り込まれた歌詞カードにもこの曲だけ歌詞が掲載されておらず、スリーヴの曲目一覧にも記載されていない。そのためしばしばシークレット・トラックと誤解されるが、アルバムの制作終了間際になってから収録されることが決まったため、印刷が間に合わなかったことによって生じた記載漏れである。この曲は当初NMEに付属のソノシートという形でリリースされる予定であったが、ミック・ジョーンズのコメントによれば「NMEにくれてやるにはもったいない」との理由で契約が流れたあと、急遽『ロンドン・コーリング』に追加収録されることとなったのである。
スリーヴなどには書かれていないが、その代わりにディスク2・B面のランアウトグルーヴに「Track 5 is Train In Vain」の文字が刻まれてはいる。しかしこの部分での曲名表示は目につきにくいものであったために混乱が生じ、曲の中で繰り返される歌詞にちなんで「スタンド・バイ・ミー」という名で呼ばれることも多かった。オリジナル盤以降の再発では常に「トレイン・イン・ヴェイン」として表記されている。

### ジャケット
ジャケット写真はペニー・スミスがペンタックスESIIを用いて撮影したもので、1979年9月21日にニューヨークのパラディウム（当時のパンク／ニュー・ウェイヴの中心地）で行なわれたライヴの最中に、ステージ上でベースギターを叩き壊しているポール・シムノンの姿を写したものである。また、写真を囲むタイポグラフィはエルヴィス・プレスリーのデビュー・アルバムに似せたものである。この写真は2002年にQによって「古今東西で最高のパンク・ロック写真」に選出されたが、撮影当時ペニー・スミスはこの写真が使われることを望んでいなかった。スミスはポールの振りかざしたベースにぶつかるのを恐れて少し離れた場所から撮影したためこの写真は若干ピンボケしており、技術的には失敗作だと彼女自身は感じていたのである。しかし、ジョー・ストラマーからぜひともこの写真を使うべきだと執拗に説得され、スミスはこの写真の使用を認めたのである。

### 批評
The Village Voice 紙による人気投票 Pazz & Jop において、『ロンドン・コーリング』は1980年の最優秀アルバムに選出された。1998年のQ誌による読者投票では、「greatest album of all time」の第32位、同誌で2000年に選ばれた「the 100 Greatest British Albums Ever」では第4位に認定されている。アメリカのケーブルテレビネットワーク VH1 による2001年の調査では、「the 100 greatest albums」の第25位を獲得。1989年のローリング・ストーン誌による「 The 100 Greatest Albums of the 80's 」では堂々の第1位に輝いた（イギリスでの発売は1979年だが、アメリカでは1980年のリリースである）。2003年、同じくローリング・ストーン誌による「 Rolling Stone's 500 Greatest Albums of All Time 」では第8位、音楽批評専門のウェブサイト ピッチフォーク・メディア の「Top 100 Albums of the 1970s」でも第2位。2004年には、 Entertainment Weekly によって「古今東西を通じて最も偉大なロック・アルバム」との称号を与えられている。また、音楽、ゲーム、DVDなどさまざまなメディアの批評を行うウェブサイト メタクリティック において、全てのアルバムの中で唯一100点を獲得している。2006年にオーストラリア放送協会が視聴者を対象にした愛聴盤の調査でも、『ロンドン・コーリング』は第26位にリストされ、同年のタイム誌による「the 100 best albums of all time」にも選ばれている。

### 映画での使用
『ロンドン・コーリング』収録曲のいくつかは、様々な企業によって営利目的で使用された。例えばアルバムの表題曲は、ジェームズ・ボンドシリーズの映画『007 ダイ・アナザー・デイ』や、映画 "Bravo Two Zero" テレビ番組『フレンズ』の第4シーズン最終回、映画『リトル・ダンサー』、自動車メーカージャガーのCMなどに使用されたほか、オーストラリアの靴製造会社 Globe Shoes は側面に同曲の歌詞を記載した限定版の靴を発売している。同様に、元ニューヨーク市長のルディ・ジュリアーニは2002年の MTV Video Music Awards にてゲスト・プレゼンターをつとめたさいの入場曲に「しくじるなよ、ルーディ」 ("Rudie Can't Fail") を使用した。こうした形でクラッシュの楽曲が使用されることについて、バンドの左翼的、反体制的、さらにいえば反商業主義的な世界観を表した社会的人格を重く見るファンの多くは不快感を抱いている。

### 再発
2000年1月、『ロンドン・コーリング』はクラッシュの他の作品と同時にリマスター再発された。2004年9月21日にはエピック・レコードとレガシー・レコーディングス によって、『ロンドン・コーリング』発売25周年を記念した「25th アニヴァーサリー・エディション」がリリースされた。これはオリジナルのリマスターされたアルバム（2000年の再発盤と同じもの）に加え、ディスク2に「ヴァニラ・テープス」、さらにはアルバム制作時の様子を伝えるドキュメンタリーを収録したDVDを合わせた3枚組の内容となっている。
「ヴァニラ・テープス」とは、レコーディングが行われたロンドンにあるスタジオ「ヴァニラ」の名にちなんだデモテープ音源集であり、後日アルバムに収録されることとなる曲のリハーサルテイクが収められたものである。このテープを預かっていたローディのジョニー・グリーンが地下鉄で置き忘れて以来20年以上紛失したままとなっており、もはや再発見されることはないものと考えられていた。ところが2004年3月、引越しの準備をしていたミック・ジョーンズが物置の整理をしている最中、積み上げられた段ボール箱の中から「ヴァニラ・テープス」のコピーが発見されたのである。
「ヴァニラ・テープス」には全部で37曲が録音されているが、「25th アニヴァーサリー・エディション」ディスク2ではそのうち21曲が公開された。15曲はのちに完成したヴァージョンが『ロンドン・コーリング』に収録の全19曲のうち、「スペイン戦争」「いかさまカード師」「ロンゲム・ボヨ」「トレイン・イン・ヴェイン」を除く15曲であり、5曲が完全未発表曲（うち1曲はボブ・ディランのカバー）、残り1曲は1stアルバム『白い暴動』に収録された2ndシングル曲「リモート・コントロール」の再演である。詳細な曲目は次節を参照。

## 収録曲
CDでは全曲が1枚に収まっている。
特記しない限り、作詞・作曲はミック・ジョーンズとジョー・ストラマーによるものである。

### A面
1. ロンドン・コーリング ("London Calling") - 3:19
2. 新型キャディラック ("Brand New Cadillac") ヴィンス・テイラー - 2:08
3. ジミー・ジャズ ("Jimmy Jazz") - 3:54
4. ヘイトフル ("Hateful") - 2:44
5. しくじるなよ、ルーディ ("Rudie Can't Fail") - 3:29

### B面
1. スペイン戦争 ("Spanish Bombs") - 3:18
2. ニューヨーク42番街 ("The Right Profile") - 3:54
3. ロスト・イン・ザ・スーパーマーケット ("Lost in the Supermarket") - 3:47
4. クランプダウン ("Clampdown") - 3:49
5. ブリクストンの銃 ("The Guns of Brixton") シムノン - 3:09

### C面
1. ロンゲム・ボヨ ("Wrong 'Em Boyo") C. Alphanso - 3:10
2. 死か栄光か ("Death or Glory") - 3:54
3. コカ・コーラ ("Koka Kola") - 1:47
4. いかさまカード師 ("The Card Cheat") ジョーンズ、ストラマー、シムノン、ヒードン - 3:49

### D面
1. ラヴァーズ・ロック ("Lover's Rock") - 4:03
2. 四人の騎士 ("Four Horsemen") - 2:55
3. アイム・ノット・ダウン ("I'm Not Down") - 3:06
4. リヴォリューション・ロック ("Revolution Rock" / Jackie Edwards, Danny Ray) - 5:33
5. トレイン・イン・ヴェイン ("Train in Vain") - 3:10

### 25th アニヴァーサリー・エディション
ディスク2「ヴァニラ・テープス」の収録曲は以下の通りである。
1. ヘイトフル ("Hateful") - 3:23
2. しくじるなよ、ルーディ ("Rudie Can't Fail") - 3:08
3. ポールズ・チューン ("Paul's Tune") シムノン - 2:32
  - 「ブリクストンの銃」の初期形
4. アイム・ノット・ダウン ("I'm Not Down") - 3:34
5. 四人の騎士 ("4 Horsemen") - 2:45
6. コカ・コーラ、アドバタイジング&コケイン ("Koka Kola, Advertising & Cocaine") - 1:57
7. 死か栄光か ("Death or Glory") - 3:47
8. ラヴァーズ・ロック ("Lover's Rock") - 3:45
9. ロンサム・ミー ("Lonesome Me") ジョーンズ、ストラマー、シムノン、ヒードン - 2:09
10. ポリス・ウォークト・イン・4ジャズ ("The Police Walked in 4 Jazz") - 2:19
11. ロスト・イン・ザ・スーパーマーケット ("Lost in the Supermarket") - 3:52
12. アップ・トゥーン ("Up-Toon (Inst.)") - 1:57
13. ウォーキン・ザ・スライドウォーク ("Walking The Sidewalk") ジョーンズ、ストラマー、シムノン、ヒードン - 2:34
14. ホエア・ユー・ゴナ・ゴー ("Where You Gonna Go (Soweto)") ジョーンズ、ストラマー、シムノン、ヒードン - 4:05
15. ザ・マン・イン・ミー ("The Man in Me") ボブ・ディラン - 3:57
16. リモート・コントロール ("Remote Control") - 2:39
17. ワーキング・アンド・ウェイティング ("Working and Waiting") - 4:11
  - 「クランプダウン」の初期形
18. ハート&マインド ("Heart & Mind") ジョーンズ、ストラマー、シムノン、ヒードン - 4:27
19. 新型キャディラック ("Brand New Cadillac") テイラー - 2:08
20. ロンドン・コーリング ("London Calling") - 4:26
21. リヴォリューション・ロック ("Revolution Rock") レイ・エドワーズ - 3:51

## メンバー
- ジョー・ストラマー - ボーカル、リズムギター、ピアノ
- ミック・ジョーンズ - ギター、ボーカル、ピアノ
- ポール・シムノン - ベース、ボーカル
- トッパー・ヒードン - ドラムス、パーカッション

### 追加メンバー
- ミッキー・ギャラガー - オルガン
- ジ・アイリッシュ・ホーンズ - 金管楽器
  - レイ・ビーヴィス - テナーサックス
  - ジョン・アール - テナーサックス、バリトンサックス
  - クリス・ガウアー - トロンボーン
  - ディック・ハンソン - トランペット、フリューゲルホルン

## チャート
アルバム
| 年     | チャート                                         | 順位 |
| ------ | ------------------------------------------------ | ---- |
| 1980年 | ビルボード、ポップ・アルバム                     | #27  |
| 2000年 | ローリング・ストーン、 最も偉大な500アルバム     | #8   |
| 2007年 | メタクリティック、オールタイム・ベスト・アルバム | #1   |

シングル
| 年     | シングル                                      | チャート                             | 順位 |
| ------ | --------------------------------------------- | ------------------------------------ | ---- |
| 1979年 | ロンドン・コーリング                          | 全英チャート                         | #11  |
| 1980年 | ロンドン・コーリング/トレイン・イン・ヴェイン | ビルボード、クラブ・プレイ・シングル | #30  |
| 1980年 | トレイン・イン・ヴェイン                      | ビルボード、ポップ・シングル         | #23  |